# Achtung Baby
Az Achtung Baby az ír U2 rock együttes hetedik stúdióalbuma, amelyet 1991. november 19-én adtak ki. A lemez majd két évvel az után jelent meg, hogy az énekes Bono az 1988-as Rattle and Hum albumot ért negatív kritikák miatt kijelentette: vissza kell vonulniuk, és újra kell álmodniuk az egészet.
Az album drámai változást jelentett a kvartett zenéjében, előtérbe kerültek az elektronikus kísérletezések, az érdesebb, gitár orientáltabb dallamok, és a sötétebb, személyesebb témájú dalszövegek. A végeredmény tartalmazta az akkor megjelenő elektronikus és techno zene elemeit, és az újnak számító alternatív rock együttesek hatásait tükrözte, így az előzőekhez képest egy sokkal eklektikusabb, kevésbé rock-orientált lemez lett, amelyet mindmáig az együttes egyik remekművének és legsikeresebb albumának tartanak. Szerepel az 1001 lemez, amit hallanod kell, mielőtt meghalsz című könyvben.

## Története
Az Achtung Baby jelentős változást hozott az együttes hangzásában, Bono gyakran így írta le a stílusát: „annak a hangja, ahogy négy férfi megpróbálja kivágni a Józsué fát” – ez utalás az 1987-es The Joshua Tree sikeralbumon található klasszikus rockzenétől való eltávolodásukra. Az együttes eddig szokatlan technikákat és stílusokat kevert a zenéjébe, megfigyelhető a dance, house és elektronikus zene hatása, miközben az eredeti rock and roll hangzást is megtartották.
Az új hangzás jelentős konfliktusforrás volt a zenekaron belül, mert míg The Edge és Bono az újítás hívei voltak, Larry Mullen dobos és Adam Clayton basszusgitáros inkább az együttes régi hangzásvilágát támogatták. Ez a konfliktus majdnem az együttes feloszlásához vezetett, de egy felvételi nap mégis jobb belátásra bírta őket. Miközben The Edge egy zenei hidat próbált alkotni az Ultraviolet (Light My Way) című dalba, sikerült egy érdekes gitárriffet megalkotnia, amely lázba hozta az egész együttest: ebből lett később az One című dal. Ez az eset megváltoztatta az együttes hozzáállását és látásmódját, és segített őket visszahozni a szétszakadás peremétől, visszatérni a felvételi ülésekhez. Az One bizalmat adott számukra az eddig felvett anyaggal szemben. Miután az együttes az album egy kész részével elhagyta Berlint, már elég rátermett volt, hogy az album többi részét befejezze Dublinban.
Az album hangulata sokkal sötétebb volt az előzőekhez képest, köszönhetően például a The Fly, Acrobat és Love is Blindness című daloknak, melyek a tehetetlenség, a szétszakított emberi kapcsolatok és a szeretet nevében való erőszak témáit dolgozták fel.
Az együttes politikai állásfoglalásai az AIDS, éhségjárványok és környezetvédelem témájában voltak a legerősebbek, ezt a „fontoskodást” gúnyolta ki az új alapállásuk, ugyanakkor a jótékonysági kérdések ugyanolyan fontosak maradtak számukra. Megjelent Bono úgynevezett Fly perszónája a The Fly videóklipje nyomán, melyben hatalmas napszemüveget és bőrszerelést hordott, ezt egyfajta popkulturális görbe tükörként lehet értelmezni. Ez a látásmód ugyan szelídült valamennyit az évek folyamán, mégis ugyanúgy észrevehető a későbbi munkáikon.
További fontos dalok a torzított Zoo Station, táncolható Even Better Than The Real Thing kislemez, és a rockos (későbbi koncert kedvenc) Until the End of the World, amely eredetileg Wim Wenders 1991-es ugyanazon című sci-fi filmjéhez íródott, és Júdás árulása utáni életről mesél.
Az Achtung Baby, és az olyan kislemez slágerek, mint a The Fly, Mysterious Ways és One sikere nyomán tovább bővült a U2 rajongótábora.
Az albumot a Zoo TV Tour követte, ebből készült el a díjnyertes Zoo TV: Live from Sydeny koncertfilm.
Az amerikai bakelitlemezes kiadás volt az egyetlen olyan, melyen látható volt Adam Clayton basszusgitáros meztelen képe. A többi kiadásokon egy fekete X-el, vagy négylevelű lóherével takarták ki a nemi szerveit.

## Az album dalai
|     | Cím                                        | Szerző(k) | Szöveg | Hossz |
| --- | ------------------------------------------ | --------- | ------ | ----- |
| 1.  | Zoo Station                                | U2        | Bono   | 4:36  |
| 2.  | Even Better Than the Real Thing            | U2        | Bono   | 3:41  |
| 3.  | One                                        | U2        | Bono   | 4:36  |
| 4.  | Until the End of the World                 | U2        | Bono   | 4:39  |
| 5.  | Who’s Gonna Ride Your Wild Horses          | U2        | Bono   | 5:16  |
| 6.  | So Cruel                                   | U2        | Bono   | 5:49  |
| 7.  | The Fly                                    | U2        | Bono   | 4:29  |
| 8.  | Mysterious Ways                            | U2        | Bono   | 4:04  |
| 9.  | Tryin’ to Throw Your Arms Around the World | U2        | Bono   | 3:53  |
| 10. | Ultraviolet (Light My Way)                 | U2        | Bono   | 5:31  |
| 11. | Acrobat                                    | U2        | Bono   | 4:30  |
| 12. | Love Is Blindness                          | U2        | Bono   | 4:23  |

Kislemezen megjelentek: The Fly, Mysterious Ways, One, Even Better Than the Real Thing, és Who's Gonna Ride Your Wild Horses.

## Közreműködők
- Bono – ének, gitár
- The Edge – gitár, billentyűsök, ének
- Adam Clayton – basszusgitár, gitár
- Larry Mullen, Jr. – dob, ütőhangszerek
- Daniel Lanois – gitár, ütőhangszerek